# Embarcadero El Porvenir
El Porvenir es una exestación que tuvo funciones de embarcadero ferroviario. Se sitúa en la localidad de El Porvenir, hoy paraje rural de General Conesa; localidad del Departamento Conesa, Provincia de Río Negro, Argentina. El embarcadero fue parte del ramal de trocha angosta Línea Económica al Valle del Río Negro.
El Porvenir es un patrimonio histórico para las poblaciones cercanas, ya que es una de las pocas estaciones de material que se conserva del ramal remolachero. Particularmente, el edificio de la estación posee un particular estilo colonial fruto de los trabajos de iniciativa privada llevados a cabo por la Compañía Industrial Agrícola  San Lorenzo Limitada, en la construcción del ramal. En tanto, se construyeron otras tres estaciones de material gemelas: General Conesa, Coronel Francisco Sosa y San Lorenzo. Las dos primeras fueron destruidas por completo para facilitar la traza de la ruta Nacional 250 y la de San Lorenzo permanece en ruinas. Sin embargo, El Porvenir tiene otro estilo colonial de categoría menor, por lo que se diferencia claramente del trío.
El Porvenir tuvo la tarea de ser una parada especializada para atender a pasajeros y cargas ocasionales. Su ubicación la sitúa muy cerca de la capilla San Juan.

## Toponimia
El nombre de este punto se tomó del paraje homónimo cercano. Por otro lado, en sus inicios intentó ser nombrado km 111. Sin embargo, con los años encontró su nombre definitivo.

## Datos geográficos
Se encuentra a 111.2 km de la localidad de General Lorenzo Vintter y está ubicada unos kilómetros al oeste de General Conesa justo en las márgenes de la ruta Nacional 250. Su altitud la volvió el tercer punto más bajo del ramal. El Porvenir como un pequeño paraje continúa existiendo.

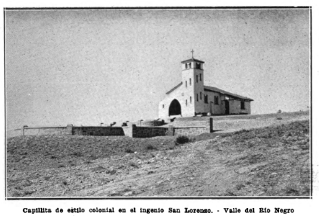
La capilla San Juan próxima a donde estuvo el embarcadero El Porvenir.

## Historia
El ramal entró en funcionamiento en 1933, pero el embarcadero entró en funcionamiento para 1934. Sin embargo, el itinerario no lo incluyó entre los puntos operativos del ramal para ese año. Para 1935 fue formalmente abierto. Abastecía las demandas de pasajeros y cargas de las colonias productivas vecinas. El intenso trabajo de carga de El Porvenir se detuvo con el cierre del Ingenio San Lorenzo en 1941. Desde entonces, funcionó erráticamente como una parada para bajar y subir pasajeros y cargas condicionales hasta 1961 cuando todo el ferrocarril fue clausurado en el marco del plan Larkin impulsado por el radical Arturo Frondizi. Años más tarde, todo el ramal sería levantado desde 1968.

## Infraestructura
Este punto fue clasificado, según un informe de 1958 y datos del itinerario del FCE de 1945, como embarcadero capaz de brindar los servicios de pasajeros y cargas. Para desarrollar sus tareas se valía de un apartadero de 200 metros de largo.

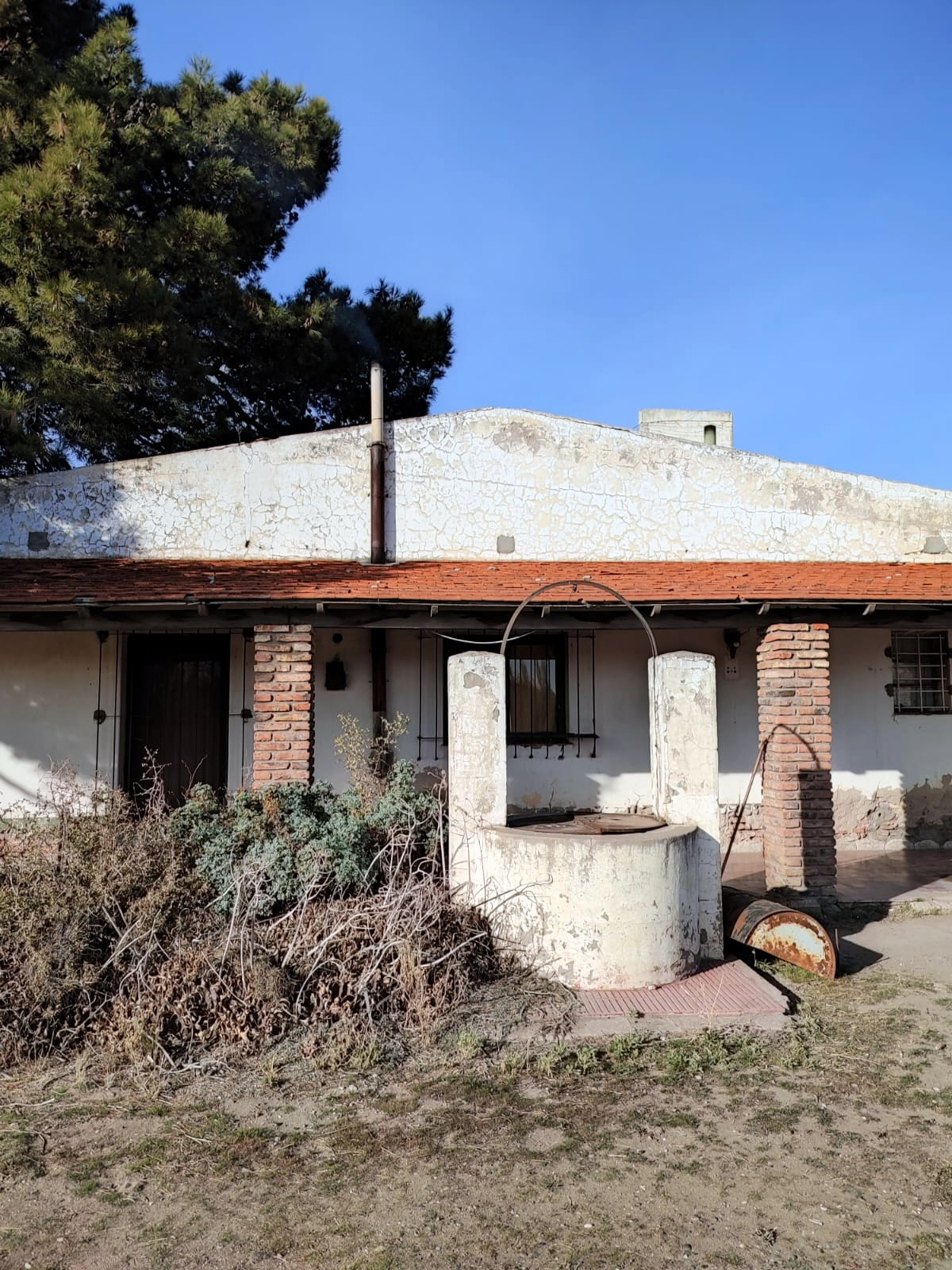
El frente de la estación con su aljibe histórico conservado.

## Funcionamiento
El análisis de documentos como los itinerarios, informes y guías de horarios lo largo del tiempo muestra como fue variando la situación de este punto periodo de tiempo:
El primer itinerario que abordó la línea fue confeccionado el 10 de diciembre de 1934. El mismo, incluye al ramal en las líneas del Estado; sección líneas Patagónicas. En este documento se demuestra que antes de la inauguración de 1935, el ferrocarril ya estaba casi construido y en funcionamiento. De este modo, todos los puntos menos El Porvenir estaban creados y figuraban en el itinerario. Sin embargo, el viaje solo se realizaba para cargas condicionales para el tramo Ingenio/San Lorenzo - Vintter; y desde San Lorenzo en adelante se informaba la leyenda "en construcción" para estaciones Conesa y Sosa.
El segundo documento que abordó el ramal fue la guía de horarios de Ferrocarriles del Estado de 1936. En la misma se centró en los servicios de pasajeros. En ella se detalló que el ramal operaba sus servicios con trenes mixtos desde estación Plaza Constitución los jueves desde las 20:15, pasando por estación Carmen de Patagones a las 12:20 y a las 16:17 arribaba a estación General Lorenzo Vintter. Luego, partía de la misma a las 16:50, visitar El Porvenir a las 21:18 y terminar el viernes a las 21:20 en Sosa. En tanto, los domingos salía de estación Plaza Constitución a las 20:25, pasando el lunes por estación Carmen de Patagones a las 16:25 y a las 20:17 arribaba a estación General Lorenzo Vintter. Luego, El Porvenir era visitada a las 1:08; tras lo cual la formación partía para terminar el martes a las 1:20 en Sosa. Por otro lado, el regreso se producía el jueves a las 3 a. m. desde Sosa, previo paso por El Porvenir a las 3:15 y arribo a Vintter a las 7:15 y volver a salir de la misma a las 7:56. Una vez empalmada la trocha ancha se alcanzaba estación Carmen de Patagones a las 10:40 y se concluía en Constitución el viernes a las 10:50 del viernes. En cambio, el domingo la vuelta variaba partiendo a las 8:10 a. m. desde Sosa, llegando a El Porvenir a las 8:28 y finalizando en Vintter a las 12:35. Posteriormente, el viaje continuaba tras un trasbordo volvía a salir de la misma a las 14:03. Una vez empalmada la trocha ancha se alcanzaba estación Carmen de Patagones a las 17:00 y se concluía en Constitución el viernes a las 11:00 del lunes. Las formaciones de trenes mixtos unían, en el viaje más veloz, la distancia con Sosa en 12 minutos. Por otro lado, la distancia con General Conesa variaba en media hora aproximadamente. Por último, la estación fue aludida como km 101 y entre paréntesis se colocó el nombre El Porvenir, siendo su uso inicial como secundario. Esta situación se mantuvo hasta el itinerario de 1952.
El tercer documento que abordó el ramal fue la guía de horarios de Ferrocarriles del Estado de 1938. En la misma no se detalló grandes diferencias respecto a la guía anterior. No obstante, hubo una mejoría en los tiempos de transbordos y ramal continuó operaba sus servicios con trenes mixtos desde estación Plaza Constitución.

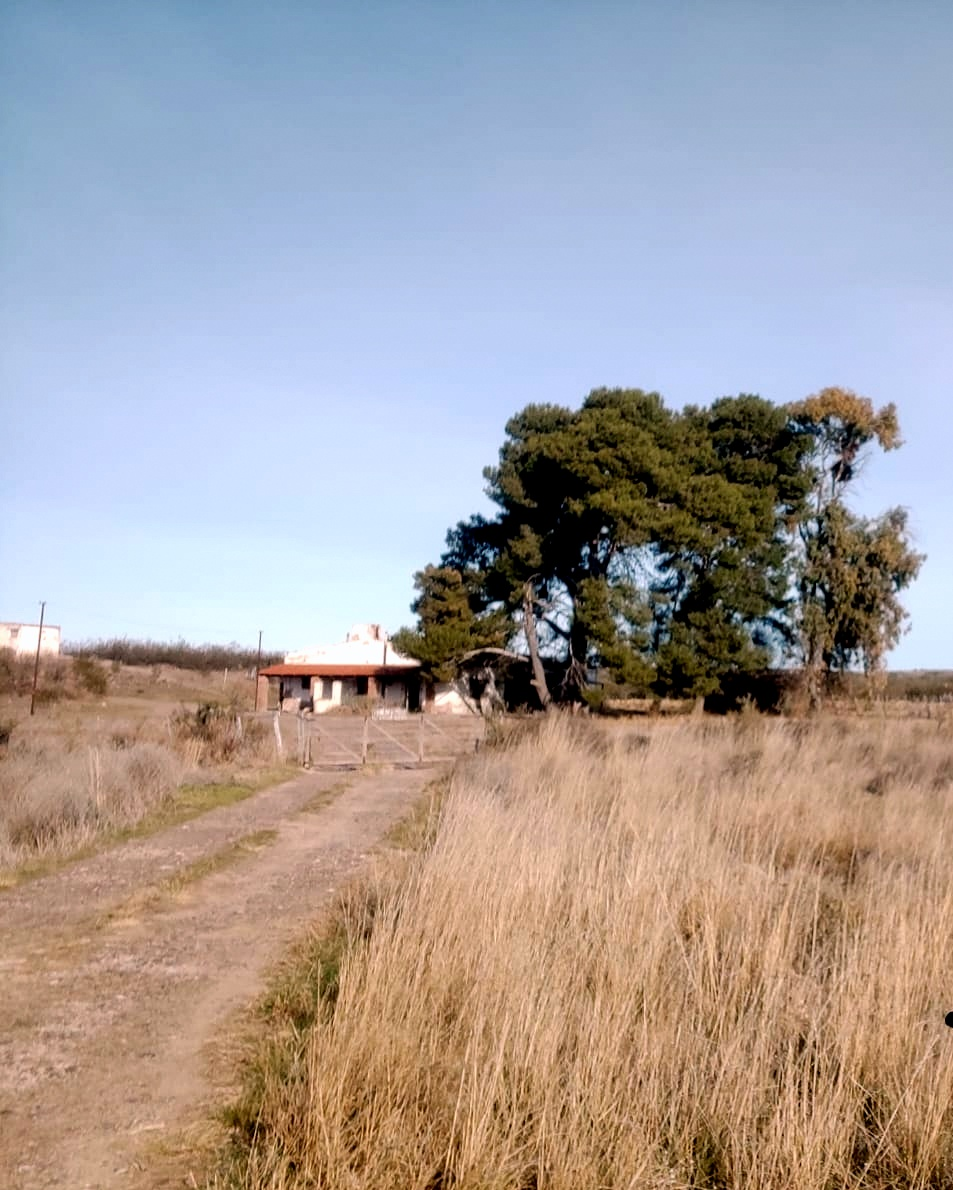
Entrada a la exestación junto a la ruta nacional. Hoy es una vivienda estanciera.

El itinerario de Ferrocarriles del Estado del 15 de diciembre de 1940 fue el último registro antes del cierre del ingenio y la caída de actividad. En el mismo no se hizo mención a Plaza Constitución como destino y se redujo los tiempos de trenes mixtos. El primer viaje partía los sábados desde Vintter a las 16:00, visitando El Porvenir a las 20:08 y finalizando a las 20:30 en Sosa. En tanto, el segundo partía el martes a las 20:50, pasando por El Porvenir a las 00:58 y teniendo arribo el día miércoles a las 1:20 a Sosa. Por otro lado, el regreso se producía el viernes a las 4:40 a. m. desde Sosa, pasando a las 4:52 por El Porvenir y arribando a Vintter a las 9:10. Mientras que el lunes el regreso paría a las 10 a. m. desde Sosa, paso a las 10:12 por El Porvenir y finalización en Vintter a las 14:30. Las formaciones de trenes mixtos tuvieron una mejoría en los tiempos de viaje. Las mismas unían la distancia con Conesa en 23 minutos en todos sus viajes. En tanto, la distancia con Sosa se mantuvo en 12 minutos.
El itinerario del 3 de enero de 1946 abordó las líneas del Estado y se concentró en las Líneas Patagónicas. Puntualmente, el ferrocarril mostraba el descenso de la actividad producto del cierre del ingenio. Esto se demuestra en que las frecuencias se habían reducido a solo un día para trenes mixtos de pasajeros y su servicio de cargas pasó a ser condicional en un solo día a la semana. En cuanto al servicio de pasajeros, era operado por trenes mixtos en forma ascendente los sábados desde Vintter a las 16:15, pasando por El Porvenir a las 20:23 y arribando a Sosa desde las 20:45. El descenso iniciaba el lunes desde Sosa a las 9:15, visitando El Porvenir a las 9:27 y terminando en Vintter a las 13:45 con una notable reducción de los tiempos. Por otro lado, se describió por primera vez al viaje de cargas pasaron a ser condicionales y partían desde Vintter los martes a las 12:00, con parada a las 17:35 en El Porvenir y para arribo a Sosa a las 18:05. Mientras que el regreso se ejecutaba el miércoles desde Sosa a las 9:00, visita a las 9:15 a El Porvenir y culminación en Vintter a las 15:25. El tren tardaba en unir en el viaje de pasajeros la distancia con Sosa en 12 minutos, mientras que se necesitaba 18 minutos más para las cargas. En tanto, para unirse como General Conesa se precisaban 23 minutos en trenes de pasajeros y 30 minutos para trenes cargueros. Por último, el itinerario informó que solo las estaciones General Lorenzo Vintter y General Conesa tenían personal para manejar a los demás puntos, cayendo El Porvenir en responsabilidad de Conesa.
El itinerario del 13 de diciembre de 1948 repitió las mismas condiciones que en itinerario anterior de 1946 y fue el último documento que describió el ramal interno al Ingenio San Lorenzo; aunque se repitió los mismos datos del itinerario de 1940.
El itinerario del 26 de mayo de 1952 abordó las líneas del Ferrocarril Roca que incluyó al ramal. El documento continuó informando que el ferrocarril seguía con una sola frecuencias para trenes mixtos de pasajeros y su servicio de cargas aun era condicional en un solo día a la semana y se realizó la supresión del ramal al ingenio que partía desde esta estación. Los tiempos y condiciones de la línea continuaron sin modificaciones, con un leve empeoramiento del viaje de cargas en 5 minutos.
El último itinerario fue el de 1960 y constituye el último registro de la línea. En el documento se ve a la línea completamente integrada en el mapa de Ferrocarril Roca y no se volvió a informar del empalme y el ramal al ingenio. Esto confirmó la clausura notificada en el informe de 1958. El itinerario suprimió el viaje de cargas y dejó un solo viaje en trenes mixtos. De este modo, el único viaje en trenes mixtos partía desde Vintter a las 17:30, parada en El Porvenir a las 21:38 y arribo a Sosa a las 21:50. En tanto, el regreso desde Sosa se efectuaba los jueves desde las 7:10, arribo a El Porvenir a las 7:22 y culminación en Vintter a las 11:40. Las distancias continuaron sin modificaciones; siendo el viaje a Sosa hecho en 12 minutos y en 23 minutos la distancia con General Conesa. Por último, en este documento se vio la imposición definitiva de la denominación El Porvenir por sobre el punto kilométrico km 101.

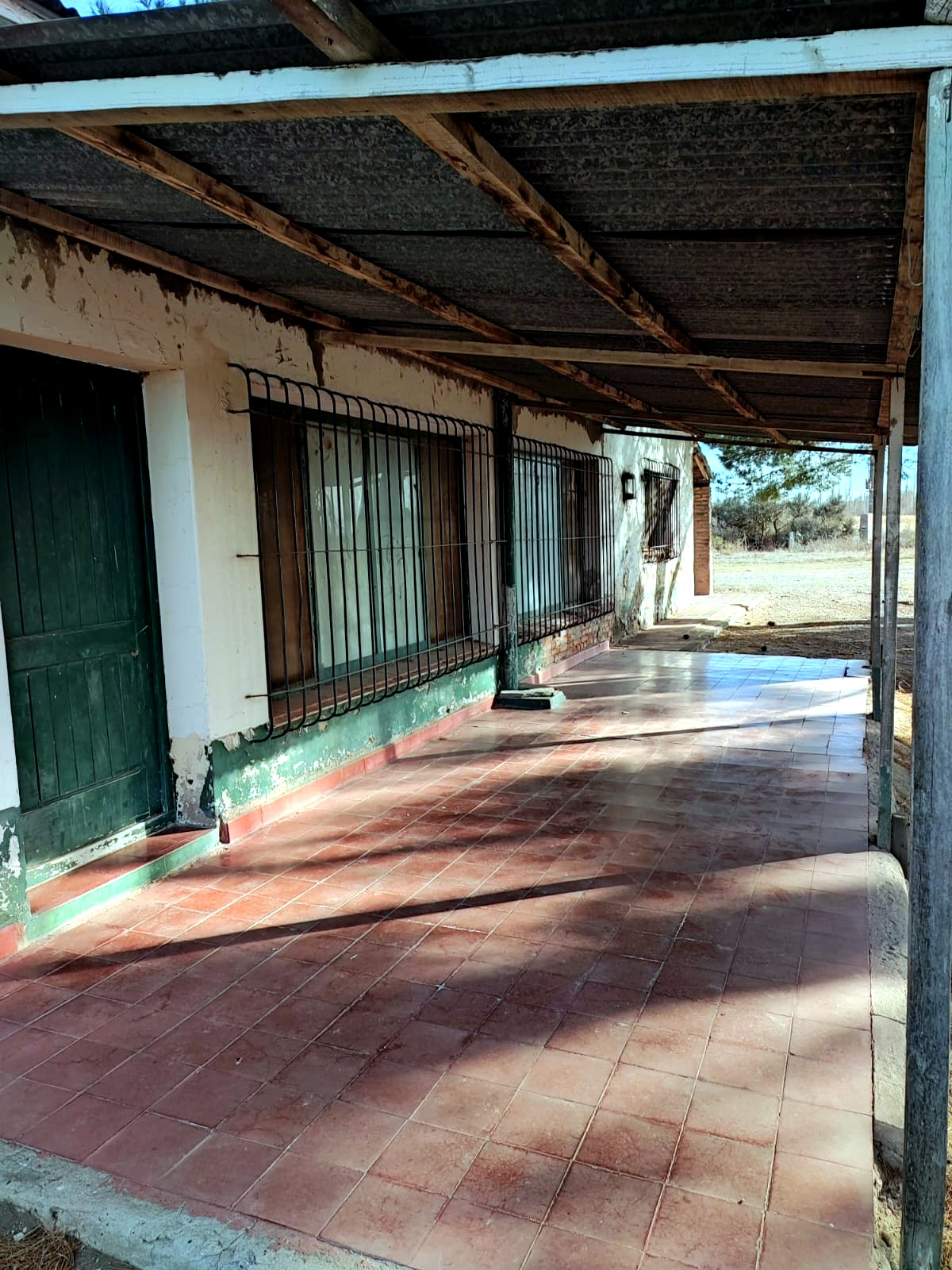
Andén de la estación preservado. Nótese las modificaciones que se efectuaron al edificio.

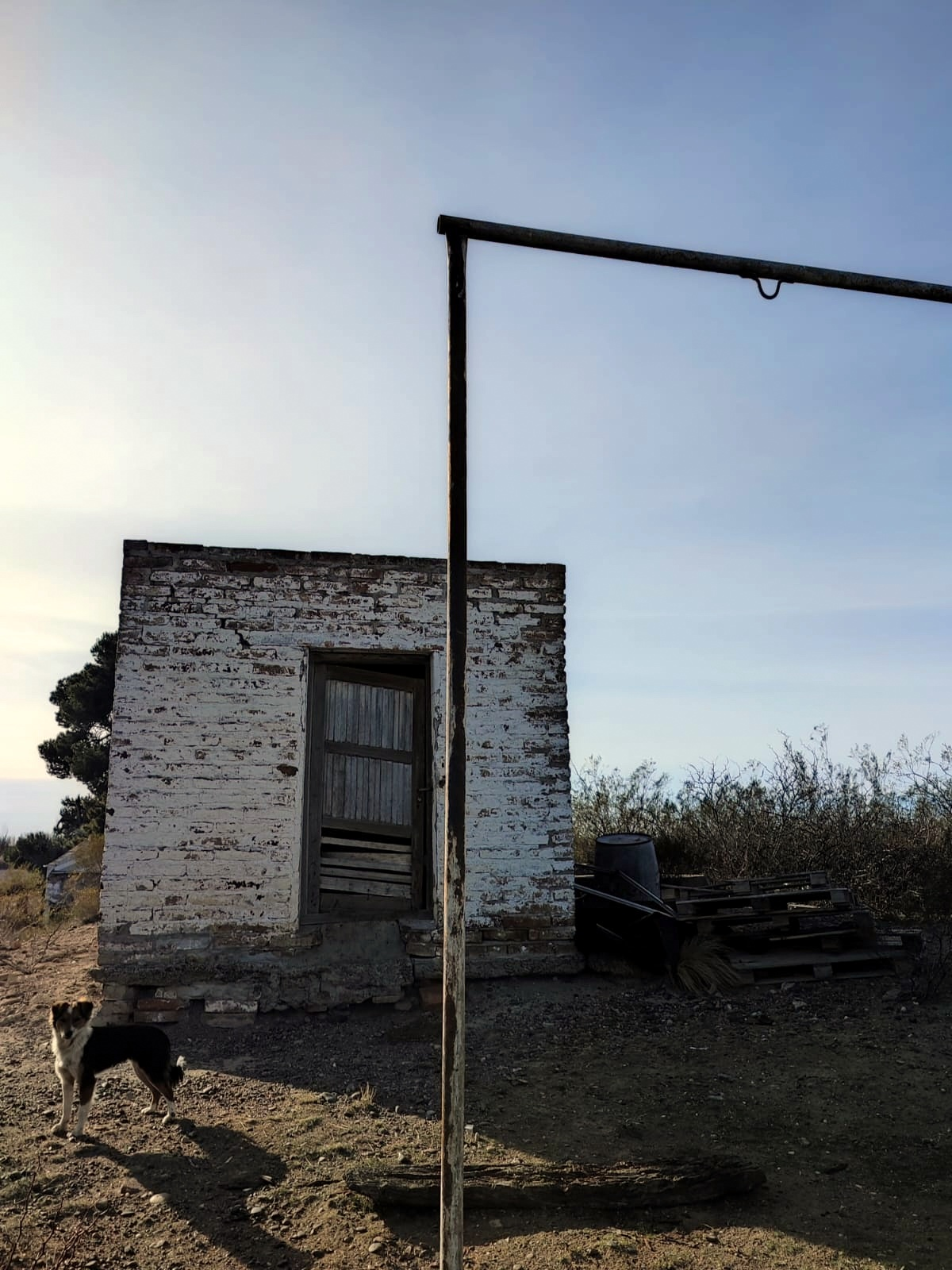
Depósito de bomba con su equipamiento casi intacto.
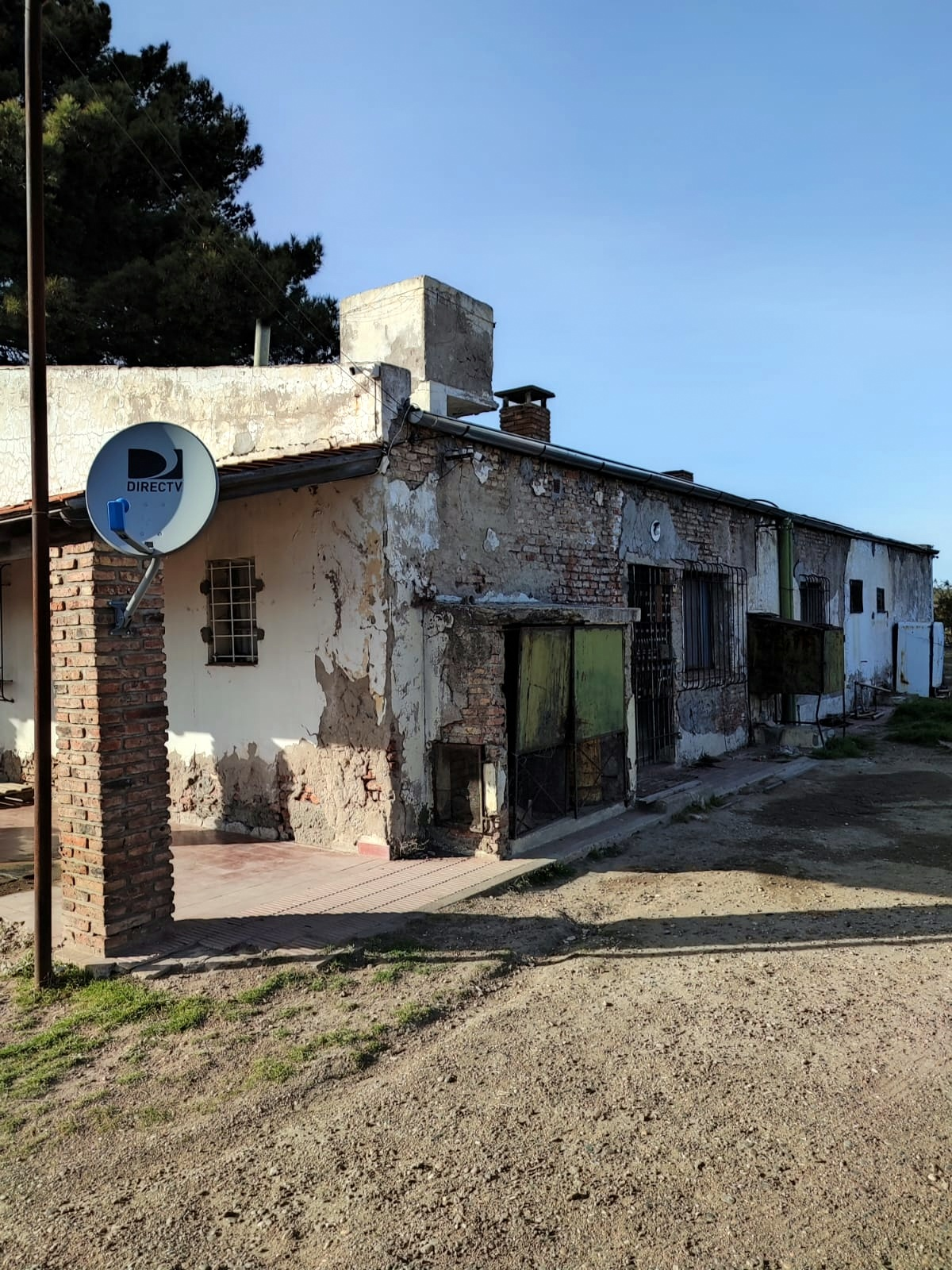
Parte trasera de la estación con desgaste.
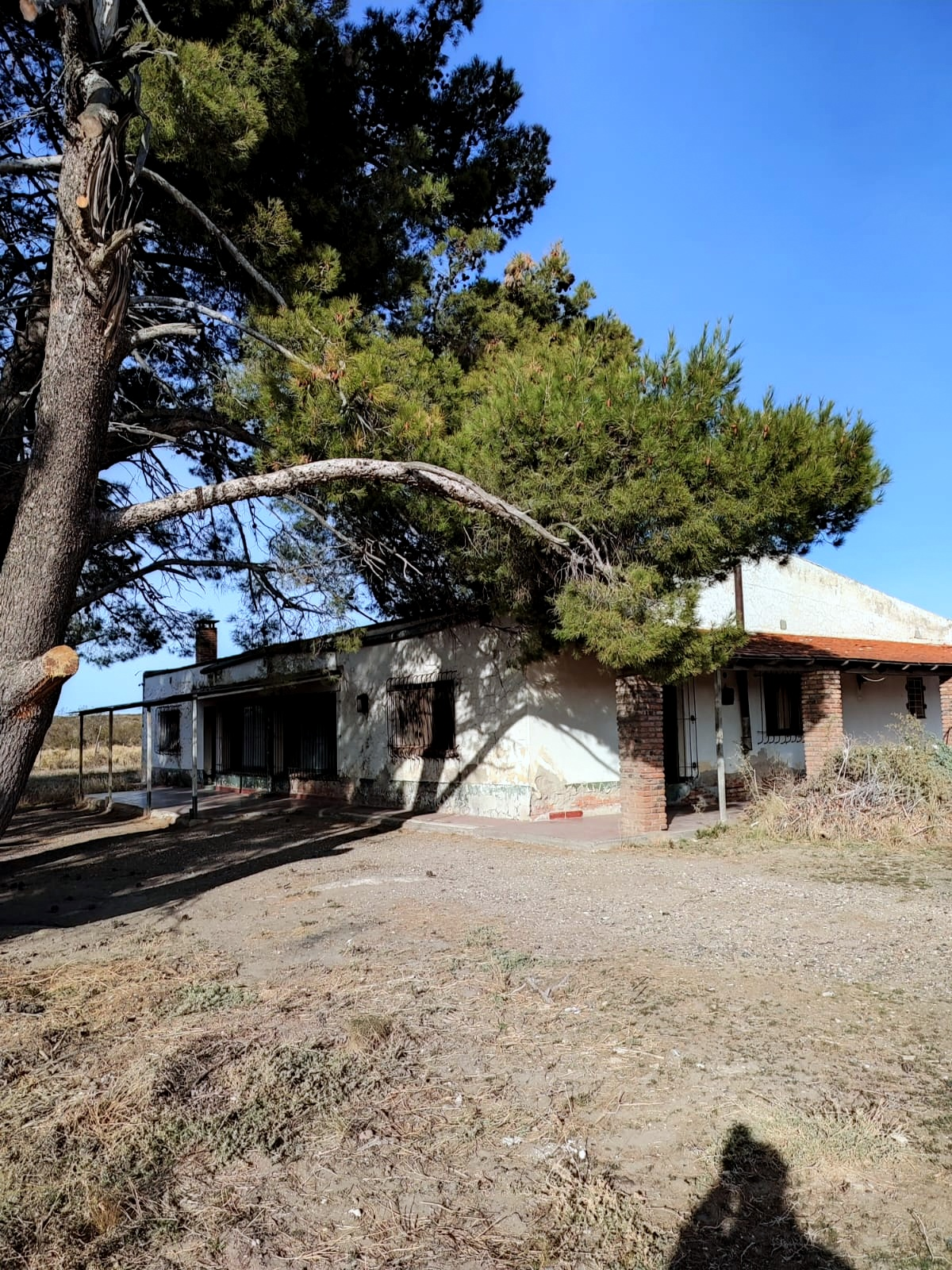
Sección lateral del edificio con modificaciones hechas.
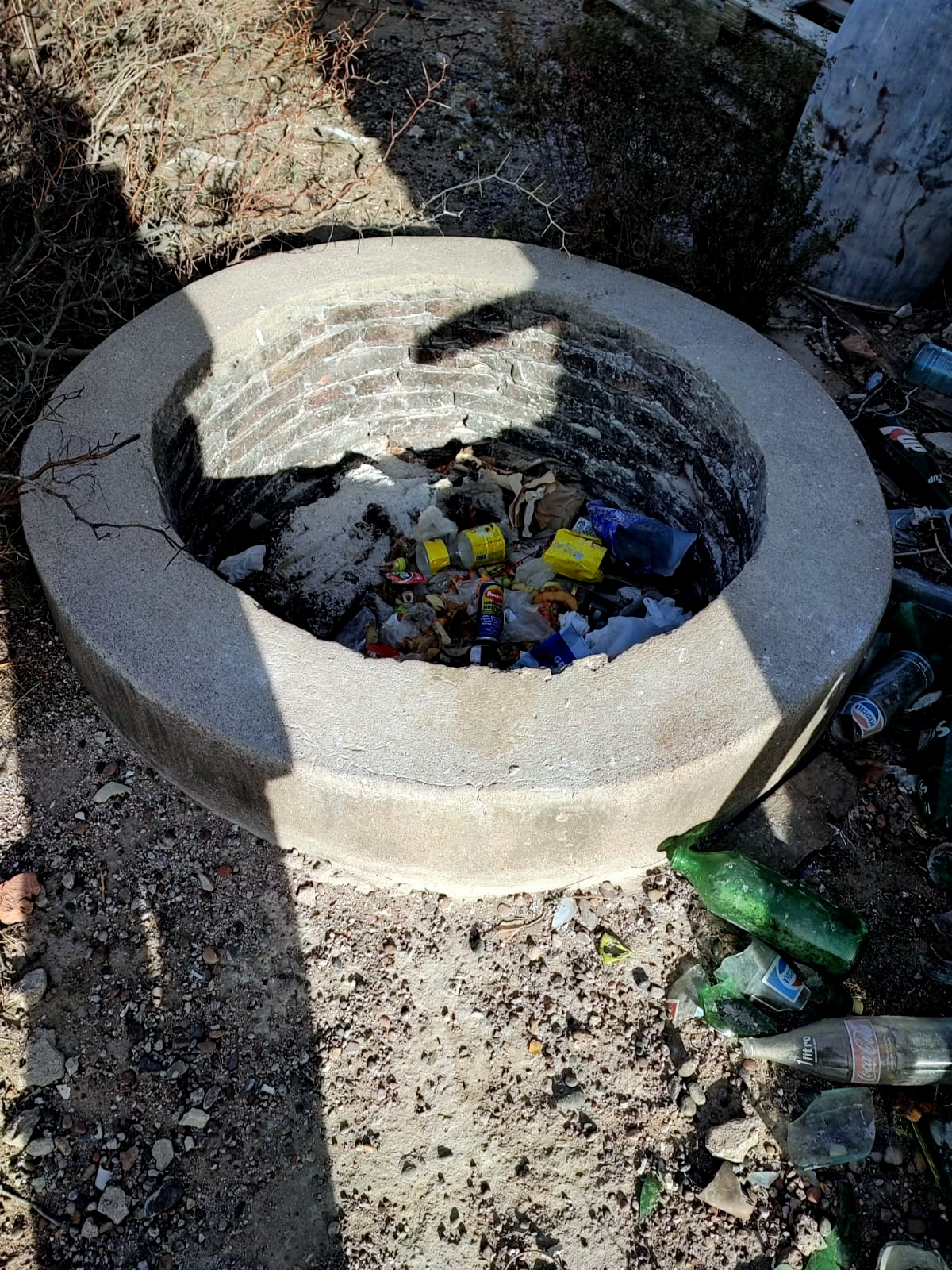
Aljibe junto la bomba, hoy pozo de basura.